# Poulinière

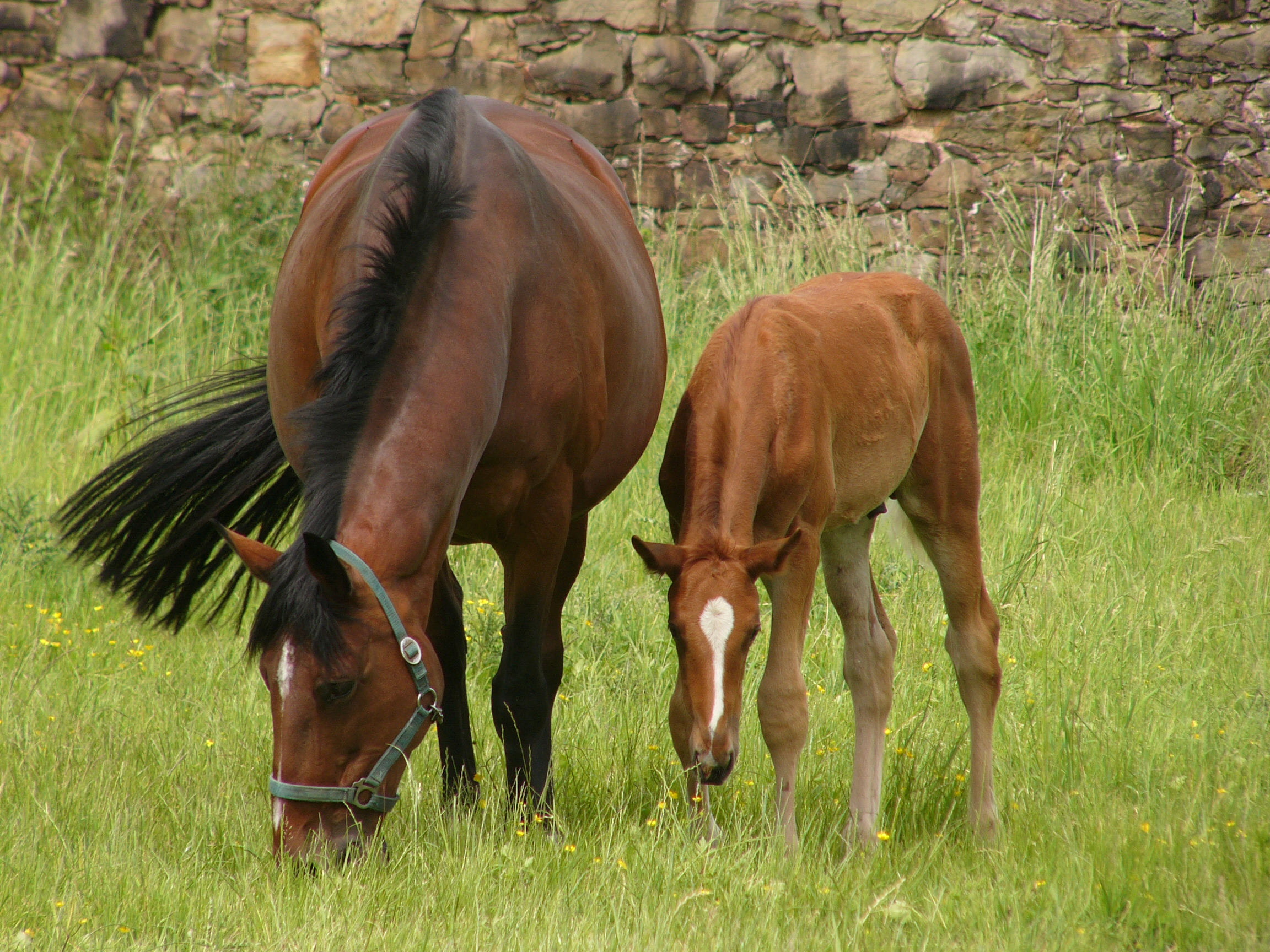
Une poulinière et son petit.

Une poulinière est une jument destinée à la reproduction. Si toute jument est susceptible de se reproduire, une poulinière doit posséder un certain nombre de qualités afin de maximiser les chances d'obtenir un poulain répondant aux attentes de l'éleveur. Les origines, la morphologie ainsi que le tempérament sont des éléments notables dans le choix de mise à la reproduction d'une jument. Les critères relatifs à la performance sportive ou aux caractères d'adaptation sont également étudiés en fonction de l'orientation de l'élevage. La sélection d'une poulinière est en effet plus importante que celle d'un étalon puisque son influence physique et comportementale vis-à-vis du poulain lui est supérieure. Une poulinière nécessite des soins particuliers relatifs à son travail et à son alimentation du fait de la gestation. Certaines poulinières sont capables de reproduire jusqu'à un âge avancé.

## Terminologie
« Jument » désigne la femelle du cheval. Le terme de « poulinière » est utilisé uniquement dans le cadre de reproduction menée par l'homme.

## Description
Si toute jument est susceptible de se reproduire, une poulinière doit posséder un certain nombre de qualités afin de maximiser les chances d'obtenir un poulain répondant aux attentes de l'éleveur. Elle doit posséder de bonnes origines, une morphologie adaptée ainsi qu'un caractère facile. Des hanches larges, de bons aplombs et une bonne conformation sont recommandés. Une jument dont la carrière sportive aurait été arrêtée à cause de problèmes articulaires ou tendineux liés à sa morphologie présenterait le risque de transmettre ce défaut à son poulain.

## Sélection
En reproduction équine, la sélection d'une poulinière est plus importante que celle d'un étalon,. L'influence de la femelle est en effet supérieure à celle du mâle, puisque la jument fournit le cytoplasme de l’œuf, porte le poulain pendant onze mois puis l'éduque jusqu'au sevrage. 
Les juments font donc l'objet d'une sélection toute particulière. Chez les chevaux de sport et de course, la sélection se fait généralement sur performance, alors que chez les races locales ou de terroir, les caractères d'adaptation sont privilégiés.
Cette sélection peut se faire sur des critères directs comme la vitesse, les classements et les gains, ou bien sur des critères indirects comme le modèle, les allures, le style à l'obstacle et les caractères physiques.

## Soins et gestion

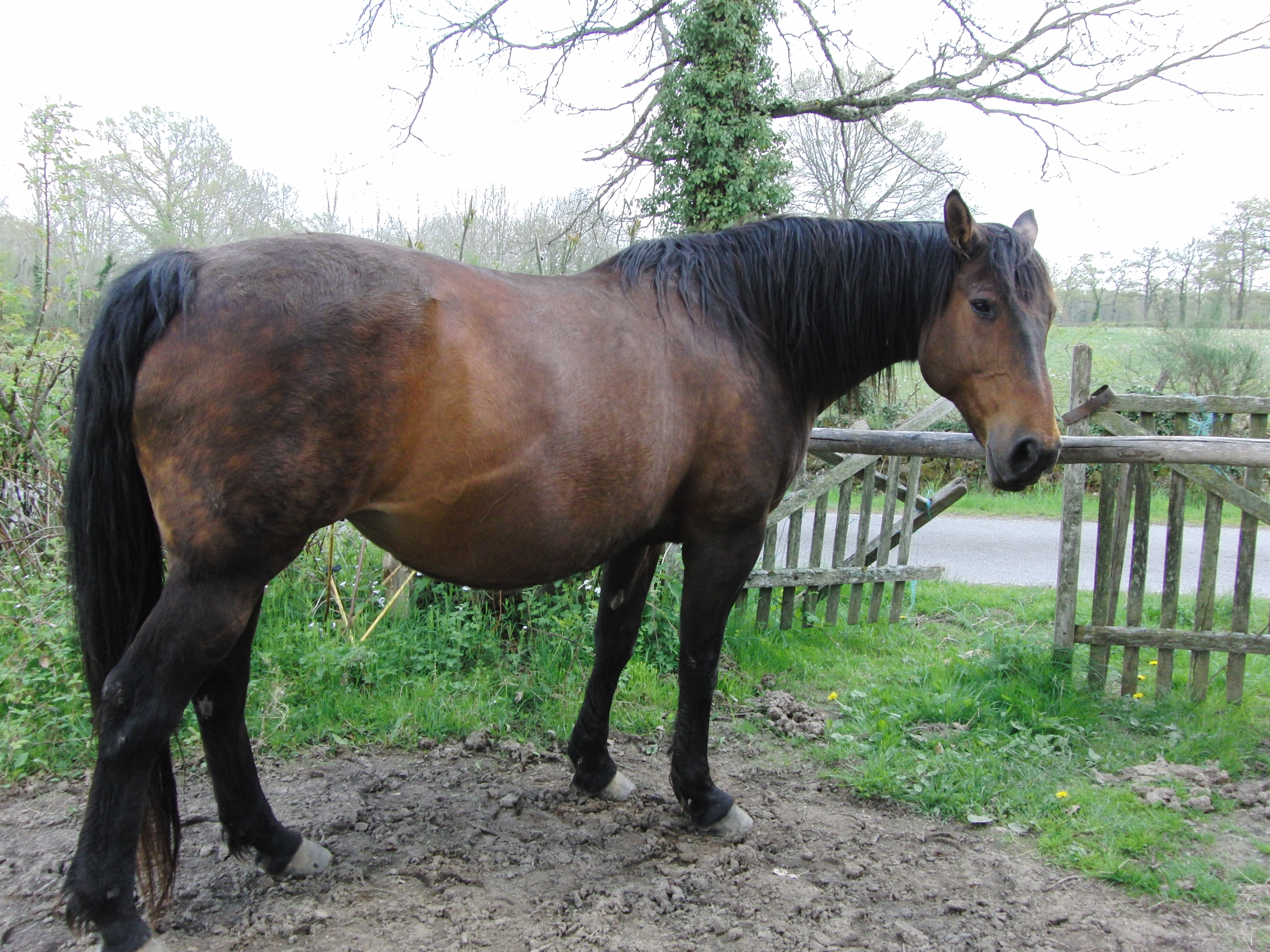
Poulinière gestante.

Une poulinière nécessite des soins particuliers du fait de la gestation.
Elle peut continuer à travailler pendant la première moitié de sa gestation, mais il est préférable de diminuer le travail progressivement. À partir du sixième mois de gestation, il faut l'arrêter complètement.
Au niveau de son alimentation, seul le dernier tiers de la gestation nécessite un suivi particulier du rationnement. Celui-ci est calculé et adapté en fonction de son état corporel et de ses besoins en gestation. Une fois le poulain né, là encore l'alimentation doit être adaptée en fonction de l'état de la jument et également en fonction de ses besoins liés à la lactation.
Des compléments en vitamines et minéraux peuvent également être donnés au cours de la gestation.

## Durée d'activité
Pour pouvoir être amortie, une poulinière doit être conservée un certain temps. Donc si sa production s'avère décevante, il vaut mieux la remplacer rapidement et investir dans une autre jument. Il n'existe pas d'âge défini pour réformer une poulinière. Certaines juments, notamment chez les poneys sont capables de pouliner jusqu'à vingt-cinq ans.